# Dimu, Syria
Dimu (tiếng Ả Rập: ديمو, cũng đánh vần Demo) là một ngôi làng Syria nằm trong phó huyện Jubb Rammus thuộc huyện Masyaf ở tỉnh Hama, cách Hama 43 km về phía tây. Theo Cục Thống kê Trung ương Syria (CBS), Dimu có dân số 1.102 trong cuộc điều tra dân số năm 2004. Cư dân của nó chủ yếu là người Hồi giáo Sunni.
Một hội đồng thành phố được thành lập để quản lý Dimu vào năm 1995. Hầu hết dân số làm việc của Dimu làm việc trong nông nghiệp, với cây trồng chính là khoai tây, lúa mì, bông và rau mùa hè. Có một trường tiểu học trong làng.